# Vasili Senkó
Vasili Vasílievich Senkó (en ruso: Васи́лий Васи́льевич Сенько́, en ucraniano: Васи́ль Васи́льович Сенько́; Semenivka, RSFS de Rusia, 15 de octubre de 1921 – Tambov, Unión Soviética, 5 de junio de 1984) fue un aviador y navegante militar soviético  que combatió en la Segunda Guerra Mundial en la Fuerza Aérea Soviética. En el curso de dicho conflicto recibió dos veces el título de Héroe de la Unión Soviética

## Biografía

### Infancia y juventud
Vasili Senkó nació el 15 de octubre de 1921 en Semenivka una pequeña localidad situada en la Gobernación de Gómel de la RSFS de Rusia (actualmente situada en el óblast de Chernigov en Ucrania), en el seno de una familia de campesinos ucranianos. Allí estudió durante diez años en la escuela local hasta 1938 antes de pasar al Instituto Pedagógico Estatal de Novozíbkov, donde se graduó en 1940; luego, de septiembre a diciembre de ese mismo año, trabajó como profesor de química y biología en una escuela en el oblast de Briansk, trabajó que ocupó durante poco tiempo ya que a finales de año ingresó como voluntario en el Ejército Rojo. En 1942, ingresó en el Partido Comunista.

### Segunda Guerra Mundial
Poco después del inicio de la Operación Barbarroja (la invasión alemana de la Unión Soviética), Senkó se graduó en la Escuela de Aviación Militar de Bombarderos-Artilleros de Olsufev; luego se formó en la Escuela de Pilotos de Aviación Militar de Taganrog, donde estudió hasta ser enviado al frente en noviembre. Al llegar al frente de guerra como parte del 667.º Regimiento de Aviación de Bombarderos Nocturnos, comenzó a realizar misiones de combate en el bombardero ligero Polikarpov R-5, acumulando 80 salidas de combate en septiembre de 1942. Luego fue transferido al 752.º Regimiento de Aviación de Largo Alcance como navegante; la unidad recibió más tarde la designación de guardias y, en marzo de 1943, pasó a llamarse 10.º Regimiento de Aviación de Largo Alcance de la Guardia. Poco después de que se incorporara a la unidad, realizó tres o cuatro incursiones por día en el frente de Stalingrado. Durante una misión, llevó con éxito a su tripulación a un gran aeródromo del Eje donde estaban estacionadas hasta 200 bombarderos enemigos, que luego bombardearon. Más tarde ese mismo día voló en una misión que resultó en la destrucción de una estación de tren.
El mal tiempo y las difíciles condiciones de vuelo nocturno no impidieron que Senkó liderara el bombardero; en una misión, su tripulación no pudo volar por encima de una tormenta eléctrica, pero aun así pudo ayudarlos a alcanzar el objetivo. En su nominación para el título de Héroe de la Unión Soviética, que sus superiores presentaron en enero de 1943, señalaron que realizó 154 salidas de combate, todas menos diez de ellas nocturnas. Durante gran parte de las operaciones de combate voló con el piloto Dmitri Barashev, quien luego murió en un accidente aéreo en el verano de 1943; Senkó no estuvo involucrado en el accidente porque dejó de volar como parte de la tripulación de Barashev en la primavera. Después de la Batalla de Stalingrado, continuó volando en combate, no solo en misiones de bombardeo, sino también realizando entregas de suministros a partisanos y vuelos de reconocimiento. Ese verano comenzó a señalar objetivos para otras tripulaciones del 2.º Cuerpo de Aviación de Largo Alcance de la Guardia que no formaban parte de su regimiento.
Dentro de su regimiento, se le encargó fotografiar las secuelas de las misiones de bombardeo. Después de la reforma de los regimientos de aviación de largo alcance en regimientos de bombarderos en diciembre de 1944, el 10.º Regimiento de Aviación de Largo Alcance de la Guardia se convirtió en el 226.º Regimiento de Aviación de Bombarderos de la Guardia. Como navegante de vuelo en esa unidad, participó en las batallas de Varsovia, Koenigsberg y Berlín. Fue elogiado por sus superiores por nunca desorientarse y encontrar la ubicación precisa de los objetivos. En el momento de su segunda nominación a una nueva Estrella de Oro, había realizado 402 salidas de combate, de las cuales 392 eran nocturnas, y al final de la guerra totalizó 430 salidas, de las cuales 83 fueron en el R-5 y las 347 restantes en el Ilyushin Il-4.

### Posguerra
Después del final de guerra continuó sirviendo como navegante de escuadrón en el regimiento en que había combatido durante la guerra, hasta agosto de 1947, y en 1952 se graduó en la Academia Militar de la Fuerza Aérea de Mónino (actual Academia de la Fuerza Aérea Gagarin), después fue destinado al 84.º Cuerpo de Aviación Independiente de Bombarderos Pesados, donde continuó trabajando como navegante. En junio de 1953 fue ascendido a navegante-inspector sénior, puesto que ocupó hasta enero de 1955 cuando fue transferido a la 55.ª División de Aviación de Bombarderos Pesados, donde ocupó el cargo de navegante sénior. En 1956 fue ascendido a jefe adjunto de navegación del 43.º Ejército Aéreo de Aviación de Largo Alcance, y en 1959 se convirtió en navegador sénior en una escuela para capacitar a oficiales en Lípetsk.
Durante el resto de su carrera trabajó en la Escuela Superior de Aviación Militar de Tambov, donde ocupó distintos puestos: de 1960 a 1965 trabajó como navegante sénior, luego de 1965 a 1972 como profesor titular en el departamento de navegación y bombardeo, y desde entonces hasta su jubilación en 1977 fue profesor titular en el departamento de combate.
Durante su carrera voló en una gran diversidad de aviones de combate como  Il-4, Tu-4, Il-28, Tu-16 e Il-28. El resto de su vida vivió en Tambov, donde murió el 5 de junio de 1984 y fue enterrado en el cementerio Vozdvizhensky.

## Condecoraciones y reconocimientos

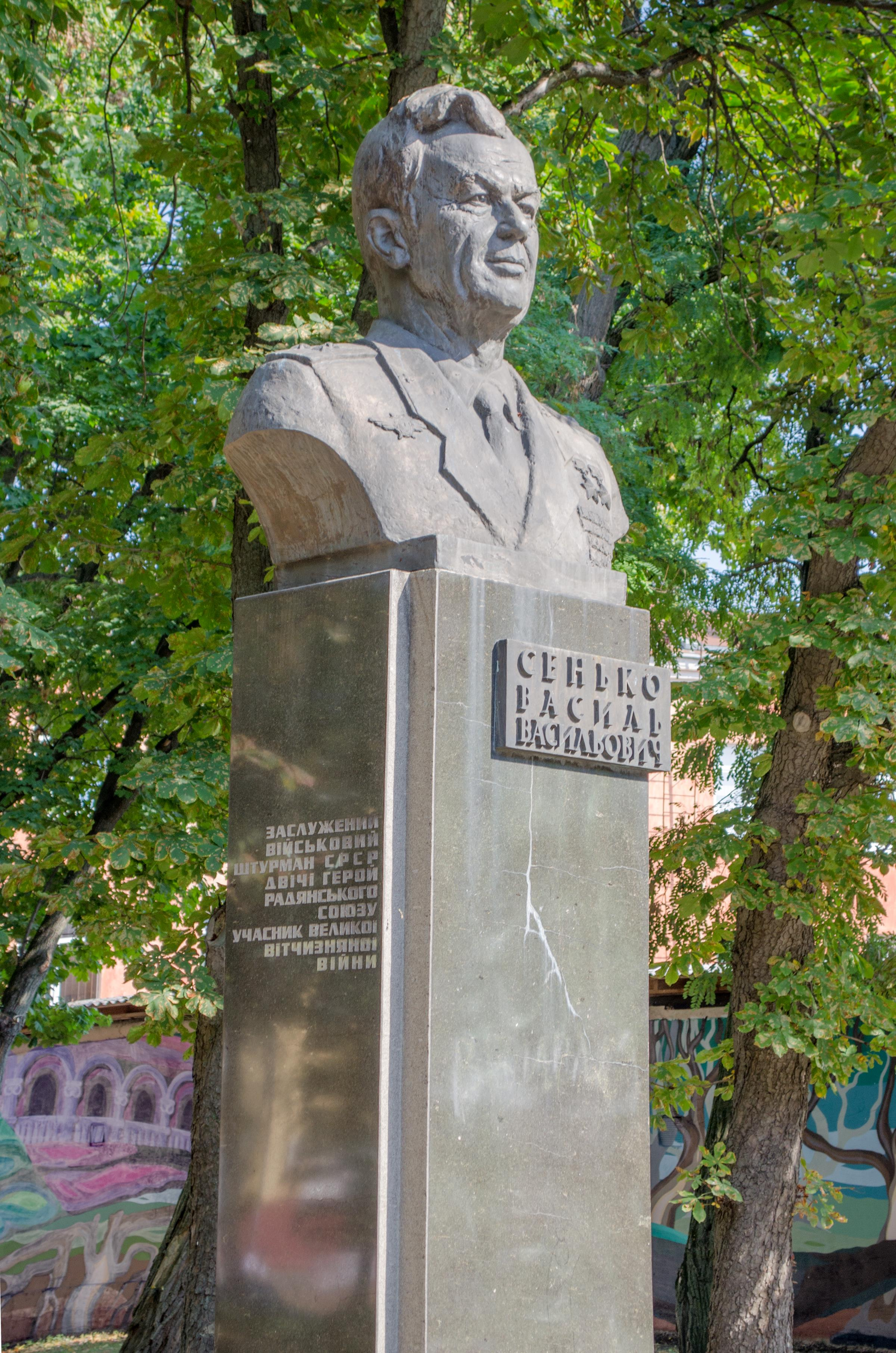
Busto de bronce en honor de Vasili Senkó en el callejón de los Héroes de Chernígov (Ucrania)

A lo largo de su carrera militar Vasili Senkó fue galardonado con las siguientes condecoraciones
- Héroe de la Unión Soviética, dos veces (25 de marzo de 1943 y 29 de junio de 1945)
- Orden de Lenin (25 de marzo de 1943)
- Orden de la Bandera Roja (20 de octubre de 1943)
- Orden de la Guerra Patria de 1.er grado (29 de abril de 1944)
- Orden de la Estrella Roja (30 de diciembre de 1956)
- Orden del Servicio a la Patria en las Fuerzas Armadas de la URSS de 3.er grado (30 de abril de 1945)
- Medalla por el Servicio de Combate (17 de mayo de 1951)
- Medalla Conmemorativa por el Centenario del Natalicio de Lenin
- Medalla por la Defensa de Leningrado
- Medalla por la Defensa de Stalingrado
- Medalla por la Victoria sobre Alemania en la Gran Guerra Patria 1941-1945
- Medalla Conmemorativa del 20.º Aniversario de la Victoria en la Gran Guerra Patria de 1941-1945
- Medalla Conmemorativa del 30.º Aniversario de la Victoria en la Gran Guerra Patria de 1941-1945
- Medalla por la Conquista de Budapest
- Medalla por la Conquista de Königsberg
- Medalla por la Conquista de Berlín
- Medalla de Veterano de las Fuerzas Armadas de la URSS
- Medalla del 30.º Aniversario de las Fuerzas Armadas de la URSS
- Medalla del 40.º Aniversario de las Fuerzas Armadas de la URSS
- Medalla del 50.º Aniversario de las Fuerzas Armadas de la URSS
- Medalla del 60.º Aniversario de las Fuerzas Armadas de la URSS
- Medalla Conmemorativa del 250.º Aniversario de Leningrado
- Medalla por Servicio Impecable de 1.er grado

Además en 1970 fue nombrado Ciudadano de Honor de la ciudad de Semenivka, donde también se instaló un busto de bronce en su honor. En Tambov, donde residió durante los últimos años de su vida y en su localidad natal de Semenivka se instalaron senda placas conmemorativas, en la casa donde vivía y en la escuela donde estudió en su infancia respectivamente. También se erigieron varios bustos de bronce en el callejón de los Héroes en Chernígov (derecha), en la plaza Vasili Senkó en Tambov y en las instalaciones de la Escuela Militar Superior de Navegantes de Aviación de Cheliábinsk.